# سیب‌های آرکتیک
سیب‌های آرکتیک (به انگلیسی: Arctic Apples) گروهی از سیب‌های نماد بازرگانی هستند، که قهوه‌ای نمی‌شوند (بدینسان که وقتی سیب در معرض آسیب‌های مکانیکی، مثل بریدن یا ضربه قرار می‌گیرد، گوشت آن رنگ اصلی خود را حفظ می‌کند و قهوه‌ای نمی‌شود) و از روش زیست‌فناوری معرفی شده‌اند. آنها از روش مهندسی ژنتیک و با پرورش دقیق توسط (OSF) گسترش یافته‌اند.
بویژه خاموش‌سازی ژن تأثیر پلی‌فنل‌اکسیداز (PPO)، را کاهش داده و بنابراین از قهوه‌ای شدن میوه جلوگیری می‌کند. این نخستین محصول غذایی تأیید شده است که از این تکنیک استفاده می‌کند. بی‌شباهت به دیگر غذاهایی از نظر ژنتیکی تغییر یافته، که از دیگر گونه‌ها به منظور تحمل آفت‌کش‌ها و مقاومت در برابر حشرات ژن‌هایی را ذخیره می‌کنند.